# To Be Fat Like Me
To Be Fat Like Me (no Brasil: Ser Gordinho Como Eu) é um telefilme do gênero drama lançado em 2007.

## Sinopse
Uma adolescente fisicamente normal veste um terno de gordura como parte de um projeto de um filme para experimentar as dificuldades que enfrentam os alunos com excesso de peso do ensino médio.

## Elenco
| Ator               | Personagem  |
| ------------------ | ----------- |
| Kaley Cuoco        | Alyson      |
| Melissa Halstrom   | Ramona      |
| Michael Phenicie   | Jim         |
| Rachel Cairns      | Jamie       |
| Adrienne Carter    | Kendall     |
| Carlo Marks        | Michael     |
| Brandon Olds       | Adam        |
| Scott Little       | George      |
| Caroline Rhea      | Madelyn     |
| Ben Cotton         | Warren      |
| Matt Bellefleur    | Eddie       |
| David Lewis        | Mr. Johnson |
| Jeff Cunningham    | Randell     |
| Aaron Brooks       | Joel        |
| Richard Harmon     | Kyle        |
| Alexander Calvert  | Robbie      |
| Lossen Chambers    | Srta. Perry |
| Timothy Paul Perez | Treinador   |
| Nimet Kanji        | ER Doc      |
| Tyler Boissonnault | Skinny Geek |
| T.J. Riley         | Jerk Senior |